# ما شائورونگ
ما شائورونگ (انگلیسی: Ma Shaorong؛ زادهٔ ۱۳ دسامبر ۱۹۷۰) کماندار زن اهل چین بود. وی در بازی‌های المپیک تابستانی ۱۹۸۸ شرکت کرده‌است.